# Fernando Torres (político)
Fernando Dantas Torres, mais conhecido como Fernando Torres (Feira de Santana, 28 de dezembro de 1968), é um empresário e político brasileiro. Foi vereador (2001–2004), deputado estadual (2007–2011) e deputado federal pelo estado da Bahia (2011– 2019). Torres foi eleito Vereador da cidade de Feira de Santana em 2020 e foi presidente da Câmara dos Vereadores do município no 
biênio 2021-2022

## Carreira política
Em 2000, foi eleito vereador de Feira de Santana pelo Partido Trabalhista do Brasil (PTdoB).[carece de fontes?]
Em 2006, foi eleito deputado estadual pelo Partido Renovador Trabalhista Brasileiro (PRTB).[carece de fontes?]
Em 2010, foi eleito deputado federal pelo Democratas (DEM). Apoiou José Serra e Paulo Souto.[carece de fontes?]
Em 2014, foi reeleito deputado federal pelo Partido Social Democrático (PSD). Apoiou Dilma Rousseff e Rui Costa.[carece de fontes?]
Em 17 de abril de 2016, votou contra o processo de impugnação da presidente Dilma Rousseff.[carece de fontes?]
Assumiu o mandato definitivamente com a renúncia de Moema Gramacho, eleita prefeita de Lauro de Freitas. Em agosto de 2017 votou a favor do processo em que se pedia abertura de investigação do então Presidente Michel Temer.
Em 2018, decidiu não ser candidato a deputado federal. Apoiou Rui Costa para Governador da Bahia. 
Em 2019, anunciou que é pré-candidato a vereador de Feira de Santana em 2020 pelo Partido Social Democrático (PSD), apesar de pesquisas o apontarem como candidato a Prefeito. Sagrou vitória na eleição e foi também eleito presidente da Câmara de Vereadores do município de Feira de Santana, biênio 2021-2022.  